# Provincial Parks in British Columbia

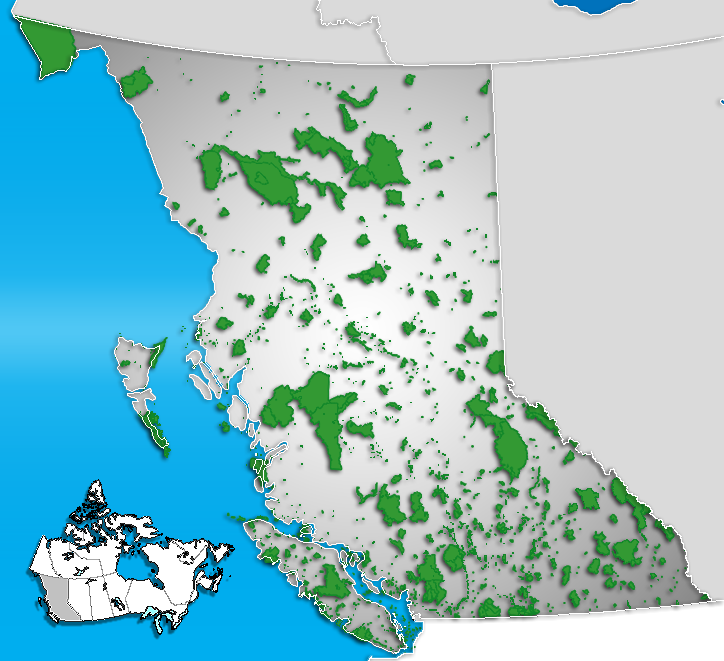
Karte der Provincial Parks in British Columbia

Die kanadische Provinz British Columbia unterhält u. a. 643 Provincial Parks (Stand: 31. März 2017), welche fast 26 Millionen Besuche (≈22,8 Mio. Tagesbesucher und ≈2,9 Mio. Übernachtungen sowie ≈51.000 Nutzer der Marine Parks) pro Jahr verzeichnen können. Damit besitzt die Provinz nach den kanadischen Nationalparks das größte Parksystem des Landes. Die Provincial Parks in British Columbia werden von der staatlichen Parkverwaltung BC Parks verwaltet. Als rechtliche Grundlage für die Parks hat im Jahr 2000 der Protected Areas of British Columbia Act ([SBC 2000] Chapter 17) den bis dahin gültigen Park Act ([RSBC 1996] Chapter 344) von 1996 abgelöst.
Die Parkverwaltung verfügte im Wirtschaftsjahr 2015/2016 zur Erfüllung ihrer Aufgaben über ein Budget vom rund 51 Millionen C $ (rund 30 Millionen C $ aus Steuermitteln und staatlichen Zuschüssen sowie rund 24 Millionen C $ aus den verschiedenen Nutzungsentgelten).

## Geschichte und Verwaltung
Als erster Provincial Park wurde 1911 der Strathcona Provincial Park gegründet. Zahlreiche weitere Parks kamen im Laufe der mehr als 100 folgenden Jahre bis heute kontinuierlich hinzu.
Die zuständige Behörde BC Parks ist dem Umweltministerium von British Columbia unterstellt und verantwortlich für die Ausweisung, Verwaltung und Bewahrung eines Systems von Naturschutzgebieten, Provincial Parks und Erholungsgebieten in der gesamten Provinz. Insgesamt unterstehen BC Parks 1037 Schutzgebiete. Gut 14 Millionen Hektar Kronland stehen damit unter Naturschutz, was wiederum rund 14,4 % der Fläche der Provinz entspricht. Im Einzelnen sind dies mit Stand vom 15. Dezember 2021:
- 645 Provincial Parks
  - 630 Class A Parks
  - 2 Class B Parks
  - 13 Class C Parks
- 148 Ecological Reserves
- 158 Conservancies
- 84 Protected Areas (Environment and Land Act)
- 2 Recreation Areas

Im Berichtszeitraum 2012/2013 wurden 30 Schutzgebiete neu ausgewiesen, davon alleine 17 neue Parks der Klasse A. Insgesamt erhöhte sich die geschützte Fläche dabei um rund 878.000 Hektar. Im Berichtszeitraum 2013/2014 wurden keine neuen Schutzgebiete ausgewiesen. Im Berichtszeitraum 2014/2015 wurde ein Class C Park aufgelöst und ein Schutzgebiet (Protected Area) neu ausgewiesen. Im Berichtszeitraum 2015/2016 änderte sich die Gesamtzahl der Parks oder Schutzgebiete nicht. Im Berichtszeitraum 2016/2017 kam ein Class A Park (Ancient Forest/Chun T’oh Whudujut Provincial Park and Protected Area) hinzu und die Gesamtfläche aller geschützten Gebiete vergrößerte sich um 12.564 Hektar.
Die Provincial Parks sind für den Schutz der natürlichen Umwelt, zur Information und Erholung der Bevölkerung und zur Bildung und wissenschaftlichen Forschung bestimmt. Bei dem Provincial Parks wird zwischen 3 verschiedenen Kategorien unterschieden. Parks der Klasse A sind Kronland, welches unter anderem dem Umweltschutz dient. Eine wirtschaftliche Nutzung der Parks ist hier möglich, wenn die Rechte dazu bereits bei Errichtung des Parks bestanden und den Park in seinem Erholungswert nicht beeinträchtigen. Bestimmte wirtschaftliche Nutzungsformen wie kommerzielle Forstwirtschaft, Bergbau oder Wasserkraftgewinnung sind jedoch ausgeschlossen. Parks der Klasse B unterscheiden sich dadurch, dass hier im Vergleich zu Parks der Klasse A ein breiteres Spektrum an Aktivitäten ermöglichen wird, sofern diese nicht für den Erholungswert des Parks nachteilig sind. Die Parks der Klasse C unterscheiden sich von den Parks der beiden anderen Klassen grundlegend dadurch, dass sie stets durch lokale Organisationen (Gemeinden, Städte, Firmen, …) betrieben werden. Bei diesen Parks handelt es sich im Allgemeinen nur kleine Parks, die lokale Freizeitangebote, im Regelfall Picknickbereiche, bereitstellen und oft an städtische Gebiete anschließen.
Die Ecological Reserves dienen dem Umweltschutz durch Bewahrung von allgemeinen und speziellen Ökosystemen und deren Pflanzen und Tierwelt. Ecological Reserves dienen der langfristigen Forschung und Bildung und stehen in begrenztem Maße der Allgemeinheit offen.
Schutzgebiete der Kategorie Conservancies dienen bestimmten Zwecken: (a) dem Schutz und der Erhaltung ihrer biologischen Vielfalt und der natürlichen Umwelt; (b) der Erhaltung und Pflege zur sozialen, zeremoniellen und kulturellen Nutzung der First Nations; (c) dem Schutz und der Erhaltung ihres Erholungswerts für die Bevölkerung.
Auch hier ist eine eingeschränkte wirtschaftliche Nutzung möglich.
Bei Schutzgebieten der Kategorie Protected area handelt es sich um normales Kronland, bei dem nur bestimmte Nutzungen ausgeschlossen sind (z. B. Anlage von Forst-/Industrie-Straßen, Bau von Pipeline, Hochspannungsleitungen oder Kommunikationsanlagen wie Sendemasten). Welche Nutzung ausgeschlossen ist, wird durch die zuständigen Behörden auf Grundlage des „Environment and Land Act“ bestimmt.
Die Zuständigkeiten von BC Parks werden hauptsächlich durch den Park Act, den Ecological Reserve Act und durch den Environment and Land Use Act geregelt.

## Provincial Parks
| Name                                                              | Fläche in ha | Gründungsdatum | Internetseite |
| ----------------------------------------------------------------- | ------------ | -------------- | --- |
| Adams Lake Provincial Park                                        | 43           | 23. Juli 1997  | Adams Lake |
| Akamina-Kishinena Provincial Park                                 | 10.921       | 13. Juli 1995  | Akamina-Kishinena |
| Alexandra Bridge Provincial Park                                  | 55           | 26. Juli 1984  | Alexandra Bridge |
| Alice Lake Provincial Park                                        | 411          | 23. Nov. 1956  | Alice Lake |
| Allison Lake Provincial Park                                      | 23           | 26. Juli 1960  | Allison Lake |
| Ancient Forest/Chun T’oh Whudujut Provincial Park                 | 11.190       | 19. Mai 2016   | Chun T’oh Whudujut |
| Anderson Bay Provincial Park                                      | 35           | 29. Juni 2000  | Anderson Bay |
| Anderson Flats Provincial Park                                    | 99           | 3. Mai 2007    | Anderson Flats |
| Anhluut’ukwsim Laxmihl Angwinga’asanskwhl Nisga’a Provincial Park | 17.893       | 29. Apr. 1992  | Anhluut’ukwsim Laxmihl Angwinga’asanskwhl Nisga’a                                                                     |
| Anstey Hunakwa Provincial Park                                    | 6.852        | 18. Apr. 2001  | Anstey-Hunakwa |
| Apodaca Provincial Park                                           | 8            | 22. Nov. 1954  | Apodaca |
| Arbutus Grove Provincial Park                                     | 22           | 21. Juli 1966  | Arbutus Grove |
| Arctic Pacific Lakes Provincial Park                              | 13.887       | 29. Juni 2000  | Arctic Pacific Lakes                                                                                                  |
| Arrow Lakes Provincial Park                                       | 93           | 8. Mai 1981    | Arrow Lakes |
| Arrowstone Provincial Park                                        | 6.175        | 30. Apr. 1996  | Arrowstone |
| Artlish Caves Provincial Park                                     | 285          | 30. Apr. 1996  | Artlish Caves |
| Atlin/Áa Tlein Téix’i Provincial Park                             | 301.140      | 18. Mai 1973   | Atlin/Áa Tlein Téix’i Park                                                                                            |
| Atna River Provincial Park                                        | 21.092       | 23. Mai 2008   | Atna River |
| Babine Mountains Provincial Park                                  | 31.465       | 4. Apr. 1984   | Babine Mountains |
| Babine River Corridor Provincial Park                             | 15.339       | 28. Juni 1999  | Babine River Corridor                                                                                                 |
| Bamberton Provincial Park                                         | 27           | 28. März 1960  | Bamberton |
| Banana Island Provincial Park                                     | 10,4         | 30. Apr. 1996  | Banana Island |
| Barkerville Provincial Park                                       | 402          | 12. Jan. 1959  | Der Park ist seit 2006 kein Provinzpark mehr und wird inzwischen durch die Historic Townsite of Barkerville verwaltet |
| Bear Creek Provincial Park                                        | 178          | 19. Apr. 1981  | Bear Creek |
| Bear Glacier Provincial Park                                      | 542          | 11. Mai 2000   | Bear Glacier |
| Bearhole Lake Provincial Park and Protected Area                  | 17.762       | 25. Jan. 2001  | Bearhole Lake |
| Beatton Provincial Park                                           | 312          | 14. Sep. 1934  | Beatton |
| Beatton River Provincial Park                                     | 185          | 29. Juni 2000  | Beatton River |
| Beaumont Provincial Park                                          | 178          | 16. Feb. 1960  | Beaumont |
| Beaver Creek Provincial Park                                      | 67           | 24. März 1965  | Beaver Creek |
| Beaver Valley Provincial Park                                     | 767          | 14. März 2013  | Beaver Valley |
| Becher’s Prairie Provincial Park                                  | 125          | 14. März 2013  | Becher’s Prairie |
| Bedard Aspen Provincial Park                                      | 182          | 30. Apr. 1996  | Bedard Aspen |
| Bellhouse Provincial Park                                         | 2,5          | 21. Aug. 1964  | Bellhouse |
| Big Bar Lake Provincial Park                                      | 368          | 27. Okt. 1969  | Big Bar Lake |
| Big Basin Provincial Park                                         | 998          | 14. März 2013  | Big Basin |
| Big Creek Provincial Park                                         | 66.067       | 13. Juli 1996  | Big Creek |
| Bijoux Falls Provincial Park                                      | 41           | 16. März 1956  | Bijoux Falls |
| Birkenhead Lake Provincial Park                                   | 10.439       | 10. Aug. 1963  | Birkenhead Lake |
| Bishop River Provincial Park                                      | 19.906       | 23. Juli 1997  | Bishop River |
| Blackcomb Glacier Provincial Park                                 | 221          | 2. Aug. 1990   | Blackcomb Glacier |
| Blanket Creek Provincial Park                                     | 318          | 18. Feb. 1982  | Blanket Creek |
| Blue Earth Lake Provincial Park                                   | 689          | 30. Apr. 1996  | Blue Earth Lake |
| Blue River Black Spruce Provincial Park                           | 175          | 30. Apr. 1996  | Blue River Black Spruce                                                                                               |
| Blue River Pine Provincial Park                                   | 26,4         | 30. Apr. 1996  | Blue River Pine |
| Bobtail Mountain Provincial Park                                  | 1.360        | 29. Juni 2000  | Bobtail Mountain |
| Bocock Peak Provincial Park                                       | 1.142        | 29. Juni 2000  | Bocock Peak |
| Bodega Ridge Provincial Park                                      | 233          | 11. Apr. 2001  | Bodega Ridge |
| Bonaparte Provincial Park                                         | 11.848       | 30. Apr. 1996  | Bonaparte |
| Boothman’s Oxbow Provincial Park                                  | 43           | 3. Mai 2007    | Boothman’s Oxbow |
| Border Lake Provincial Park                                       | 814          | 25. Jan. 2001  | Border Lake |
| Boulder Creek Provincial Park                                     | 1.001        | 28. Juni 1999  | Boulder Creek |
| Boundary Creek Provincial Park                                    | 2            | 16. März 1956  | Boundary Creek |
| Bowron Lake Provincial Park                                       | 139.700      | 6. Juni 1961   | Bowron Lake |
| Boya Lake Provincial Park                                         |              |                | umbenannt in Tā Ch’ilā Provincial Park                                                                                |
| Boyle Point Provincial Park                                       | 188          | 10. Aug. 1989  | Boyle Point |
| Brackendale Eagles Provincial Park                                | 755          | 28. Juni 1999  | Brackendale Eagles |
| Brandywine Falls Provincial Park                                  | 420          | 18. Jan. 1973  | Brandywine Falls |
| Bridal Veil Falls Provincial Park                                 | 32           | 9. Feb. 1965   | Bridal Veil Falls |
| Bridge Lake Provincial Park                                       | 405          | 16. März 1956  | Bridge Lake |
| Bridge River Delta Provincial Park                                | 992          | 19. Mai 2010   | Bridge River Delta |
| Bright Angel Provincial Park                                      | 11           | 24. Sep. 1958  | Bright Angel |
| Bromley Rock Provincial Park                                      | 143          | 16. März 1956  | Bromley Rock |
| Brooks Peninsula Provincial Park                                  |              |                | umbenannt in Mquqwin / Brooks Peninsula Provincial Park                                                               |
| Browne Lake Provincial Park                                       | 47           | 20. Mai 2004   | Browne Lake |
| Buccaneer Bay Provincial Park                                     | 45           | 10. Aug. 1989  | Buccaneer Bay |
| Buckinghorse River Wayside Provincial Park                        | 55           | 13. Apr. 1970  | Buckinghorse River Wayside                                                                                            |
| Bugaboo Provincial Park                                           | 13.646       | 13. Juli 1995  | Bugaboo |
| Bulkley Junction Provincial Park                                  | 133          | 23. Juli 1997  | Bulkley Junction |
| Bull Canyon Provincial Park                                       | 343          | 7. Apr. 1993   | Bull Canyon |
| Burges James Gadsden Provincial Park                              | 401          | 24. Juni 1965  | Burges James Gadsden                                                                                                  |
| Burgoyne Bay Provincial Park                                      | 334          | 17. Mai 2004   | Burgoyne Bay |
| Burnie-Shea Provincial Park                                       | 35.400       | 8. Mai 2008    | Burnie-Shea |
| Burns Lake Provincial Park                                        | 65           | 25. Jan. 2001  | Burns Lake |
| Butler Ridge Provincial Park                                      | 6.694        | 29. Juni 2000  | Butler Ridge |
| Caligata Lake Provincial Park                                     | 153          | 30. Apr. 1996  | Caligata Lake |
| Call Lake Provincial Park                                         | 62           | 28. Juni 1999  | Call Lake |
| Callaghan Lake Provincial Park                                    | 2.691        | 23. Juli 1997  | Callaghan Lake |
| Canim Beach Provincial Park                                       | 8            | 16. März 1956  | Canim Beach |
| Cape Scott Provincial Park                                        | 22.294       | 18. März 1973  | Cape Scott |
| Cariboo Mountains Provincial Park                                 | 113.469      | 13. Juli 1995  | Cariboo Mountains |
| Cariboo Nature Provincial Park                                    | 89           | 13. Apr. 1965  | Cariboo Nature |
| Cariboo River Provincial Park                                     | 3.211        | 13. Juli 1995  | Cariboo River |
| Carmanah Walbran Provincial Park                                  | 16.450       | 13. März 1991  | Carmanah Walbran |
| Carp Lake Provincial Park                                         | 38.612       | 18. Mai 1973   | Carp Lake |
| Castle Rock Hoodoos Provincial Park                               | 16           | 23. Juli 1997  | Castle Rock Hoodoos                                                                                                   |
| Cathedral Provincial Park and Protected Area                      | 33.272       | 2. Mai 1968    | Cathedral |
| Cedar Point Provincial Park                                       | 8            | 23. Jan. 1962  | Cedar Point |
| Champion Lakes Provincial Park                                    | 1.452        | 12. März 1955  | Champion Lakes |
| Charlie Lake Provincial Park                                      | 167          | 20. Mai 1964   | Charlie Lake |
| Chase Provincial Park                                             | 36.226       | 11. Apr. 2001  | Chase |
| Chasm Provincial Park                                             | 3.067        | 17. Mai 1940   | Chasm |
| Chemainus River Provincial Park                                   | 119          | 30. Dez. 1959  | Chemainus River |
| Chilliwack Lake Provincial Park                                   |              |                | umbenannt in Sx̱ótsaqel/Chilliwack Lake Provincial Park                                                                |
| Chilliwack River Provincial Park                                  | 21           | 28. Apr. 1961  | Chilliwack River |
| Choquette Hot Springs Provincial Park                             | 52           | 25. Jan. 2001  | Choquette Hot Springs                                                                                                 |
| Christina Lake Provincial Park                                    | 6            | 26. Apr. 1971  | Christina Lake |
| Chu Chua Cottonwood Provincial Park                               | 100          | 30. Apr. 1996  | Chu Chua Cottonwood                                                                                                   |
| Cinnemousun Narrows Provincial Park                               | 584          | 27. Apr. 1956  | Cinnemousun Narrows                                                                                                   |
| Claud Elliott Lake Provincial Park                                | 289          | 13. Juli 1995  | Claud Elliott |
| Clayoquot Arm Provincial Park                                     | 3.490        | 13. Juli 1995  | Clayoquot Arm |
| Clayoquot Plateau Provincial Park                                 | 3.132        | 13. Juli 1995  | Clayoquot Plateau |
| Clendinning Provincial Park                                       | 30.330       | 28. Okt. 1996  | Clendinning |
| Close To The Edge Provincial Park and Protected Area              | 702          | 29. Juni 2000  | Close To The Edge |
| Cody Caves Provincial Park                                        | 63           | 7. Juni 1966   | Cody Caves |
| Coldwater River Provincial Park                                   | 76           | 15. Mai 1986   | Coldwater River |
| Collinson Point Provincial Park                                   | 24           | 17. Mai 2004   | Collinson Point |
| Columbia Lake Provincial Park                                     | 290          | 7. Jan. 1988   | Collinson Columbia Lake                                                                                               |
| Conkle Lake Provincial Park                                       | 587          | 15. März 1973  | Conkle Lake |
| Copper Johnny Provincial Park                                     | 656          | 14. März 2013  | Copper Johnny |
| Coquihalla Canyon Provincial Park                                 | 159          | 15. Mai 1986   | Coquihalla Canyon |
| Coquihalla Summit Recreation Area                                 | 5.740        | 4. Sep. 1987   | Coquihalla Summit |
| Coquihalla River Provincial Park                                  | 103          | 15. Mai 1986   | Coquihalla River |
| Cornwall Hills Provincial Park                                    | 1.158        | 30. Apr. 1996  | Cornwall Hills |
| Coste Rocks Provincial Park                                       | 29           | 20. Mai 2004   | Coste Rocks |
| Cottonwood River Provincial Park                                  | 66           | 16. März 1966  | Cottonwood River |
| Cowichan River Provincial Park                                    | 1.414        | 13. Juli 1995  | Cowichan River |
| Crater Lake Provincial Park                                       | 95           | 14. März 2013  | Crater Lake |
| Crooked River Provincial Park                                     | 970          | 5. Okt. 1965   | Crooked River |
| Crowsnest Provincial Park                                         | 46           | 8. Nov. 1960   | Crowsnest |
| Cultus Lake Provincial Park                                       | 2.729        | 10. Feb. 1948  | Cultus Lake |
| Cummins Lakes Provincial Park                                     | 21.812       | 13. Juli 1995  | Cummins Lakes |
| Cypress Provincial Park                                           | 3.012        | 9. Okt. 1975   | Cypress |
| Dahl Lake Provincial Park                                         | 1.583        | 22. Okt. 1981  | Dahl Lake |
| Dala-Kildala Rivers Estuaries Provincial Park                     | 741          | 20. Mai 2004   | Dala-Kildala Rivers Estuaries                                                                                         |
| Dall River Old Growth Provincial Park                             | 642          | 28. Juni 1999  | Dall River Old Growth                                                                                                 |
| Dante’s Inferno Provincial Park                                   | 376          | 13. März 2013  | Dante’s Inferno |
| Darke Lake Provincial Park                                        | 1.470        | 29. Juni 1943  | Darke Lake |
| Davis Lake Provincial Park                                        | 192          | 17. Aug. 1963  | Davis Lake |
| Dawley Passage Provincial Park                                    | 154          | 13. Juli 1995  | Dawley Passage |
| Denetiah Provincial Park                                          | 90.379       | 28. Juni 1999  | Denetiah |
| Denison-Bonneau Provincial Park                                   | 376          | 23. Mai 2008   | Denison-Bonneau |
| Denman Island Park and Protected Area                             | 532          | 14. März 2013  | Denman Island |
| Diana Lake Provincial Park                                        | 233          | 4. März 1980   | Diana Lake |
| Dionisio Point Provincial Park                                    | 142          | 31. Juli 1991  | Dionisio Point |
| Donnely Lake Provincial Park                                      | 184          | 14. März 2013  | Donnely Lake |
| Downing Provincial Park                                           | 156          | 9. Juli 1970   | Downing |
| Dragon Mountain Provincial Park                                   | 1.773        | 14. März 2013  | Dragon Mountain |
| Drewry Point Provincial Park                                      | 24           | 5. Mai 1970    | Drewry Point |
| Driftwood Canyon Provincial Park                                  | 21           | 4. Jan. 1967   | Driftwood Canyon |
| Drumbeg Provincial Park                                           | 55           | 4. Okt. 1971   | Drumbeg |
| Dry Gulch Provincial Park                                         | 29           | 16. März 1956  | Dry Gulch |
| Duffey Lake Provincial Park                                       | 4048         | 14. Juni 1993  | Duffey Lake |
| Dune Za Keyih Provincial Park and Protected Area                  | 347.789      | 11. Apr. 2001  | Dune Za Keyih |
| Eagle Bay Provincial Park                                         | 262          | 17. Mai 2004   | Eagle Bay |
| Eakin Creek Canyon Provincial Park                                | 10           | 30. Apr. 1996  | Eakin Creek Canyon |
| Eakin Creek Floodplain Provincial Park                            | 126          | 30. Apr. 1996  | Eakin Creek Floodplain                                                                                                |
| East Pine Provincial Park                                         | 14           | 9. Dez. 1982   | East Pine |
| E. C. Manning Provincial Park                                     | 83.670       | 17. Juni 1941  | E. C. Manning |
| Echo Lake Provincial Park                                         | 154          | 27. Apr. 1956  | Echo Lake |
| Ed Bird-Estella Provincial Park                                   | 5.587        | 11. Apr. 2001  | Ed Bird-Estella |
| Edge Hills Provincial Park                                        | 11.882       | 13. Juli 1995  | Edge Hills |
| Elephant Hill Provincial Park                                     | 968          | 30. Apr. 1996  | Elephant Hill |
| Elk Falls Provincial Park                                         | 1.087        | 20. Dez. 1940  | Elk Falls |
| Elk Lakes Provincial Park                                         | 17.245       | 18. Mai 1973   | Elk Lakes |
| Elk Valley Provincial Park                                        | 81           | 8. Nov. 1960   | Elk Valley |
| Ellison Provincial Park                                           | 219          | 1. Mai 1962    | Ellison |
| Eleven Sisters Provincial Park                                    | 3.052        | 14. März 2013  | Eleven Sisters |
| Emar Lakes Provincial Park                                        | 1.618        | 30. Apr. 1996  | Emar Lakes |
| Emory Creek Provincial Park                                       | 15           | 23. März 1956  | Emory Creek |
| Enderby Cliffs Provincial Park                                    | 2.277        | 18. Apr. 2001  | Enderby Cliffs |
| Eneas Lakes Provincial Park                                       | 1.036        | 21. Mai 1968   | Eneas Lakes |
| English Lake Provincial Park                                      | 337          | 17. Mai 2004   | English Lake |
| Englishman River Falls Provincial Park                            | 97           | 20. Dez. 1940  | Englishman River Falls                                                                                                |
| Entiako Provincial Park and Protected Area                        | 48.261       | 28. Juni 1999  | Entiako |
| Epper Passage Provincial Park                                     | 306          | 13. Juli 1995  | Epper Passage |
| Epsom Provincial Park                                             | 74           | 13. Juli 1997  | Epsom |
| Erg Mountain Provincial Park                                      | 1.011        | 29. Juni 2000  | Erg Mountain |
| Erie Creek Provincial Park                                        | 15           | 11. Aug. 1965  | Erie Creek |
| Eskers Provincial Park                                            | 4.044        | 4. Dez. 1987   | Eskers |
| Evanoff Provincial Park                                           | 1.473        | 29. Juni 2000  | Evanoff |
| Exchamsiks River Provincial Park                                  | 18,21        | 16. März 1956  | Exchamsiks River |
| Ferry Island Provincial Park                                      | 29           | 3. Okt. 1963   | Ferry Island |
| F. H. Barber Provincial Park                                      | 8,5          | 4. Okt. 1978   | F. H. Barber |
| Fillongley Provincial Park                                        | 23           | 19. Jan. 1954  | Fillongley |
| Finger-Tatuk Provincial Park                                      | 17.151       | 28. Juni 1991  | Finger-Tatuk |
| Finlay-Russel Provincial Park and Protected Area                  | 109.205      | 11. Apr. 2001  | Finlay-Russel |
| Finn Creek Provincial Park                                        | 303          | 30. Apr. 1996  | Finn Creek |
| Fintry Provincial Park and Protected Area                         | 884          | 30. Apr. 1996  | Fintry |
| Flat Lake Provincial Park                                         | 4.275        | 13. Juli 1995  | Flat Lake |
| Foch-Gilttoyees Provincial Park                                   | 61.089       | 17. Mai 2004   | Foch-Gilttoyees |
| Fort George Canyon Provincial Park                                | 178          | 29. Juni 2000  | Fort George Canyon |
| Fossli Provincial Park                                            | 53           | 7. Nov. 1974   | Fossli |
| Francis Point Provincial Park                                     | 81           | 17. Mai 2004   | Francis Point |
| François Lake Provincial Park                                     | 7.214        | 28. Juni 1999  | François Lake |
| Fraser River Provincial Park                                      | 4.899        | 29. Juni 2000  | Fraser River |
| Fraser River Breaks Provincial Park                               | 883          | 14. März 2013  | Fraser River Breaks                                                                                                   |
| Fred Antoine Provincial Park                                      | 8.230        | 19. Mai 2010   | Fred Antoine |
| French Beach Provincial Park                                      | 59           | 24. Jan. 1974  | French Beach |
| Gabriola Sands Provincial Park                                    | 6            | 28. Juni 1960  | Gabriola Sands |
| Garibaldi Provincial Park                                         | 62.540       | 14. Dez. 1967  | Garibaldi |
| Gerald Island Provincial Park                                     | 12           | 14. März 2013  | Gerald Island |
| Gilnockie Provincial Park                                         | 2.842        | 13. Juli 1995  | Gilnockie |
| Gilpin Grasslands Provincial Park                                 | 912          | 3. Mai 2007    | Gilpin Grasslands |
| Gitnadoiks River Provincial Park                                  | 57.698       | 10. Dez. 1986  | Gitnadoiks River |
| Gladstone Provincial Park                                         | 39.387       | 13. Juli 1995  | Gladstone |
| Goat Range Provincial Park                                        | 78.947       | 13. Juli 1995  | Goat Range |
| Goguka Creek Provincial Park                                      | 435          | 30. März 2001  | Goguka Creek |
| Gold Muchalat Provincial Park                                     | 645          | 30. Apr. 1996  | Gold Muchalat |
| Golden Ears Provincial Park                                       | 62.540       | 14. Dez. 1967  | Golden Ears |
| Goldpan Provincial Park                                           | 5            | 16. März 1956  | Goldpan |
| Goldstream Provincial Park                                        | 477          | 26. Juni 1958  | Goldstream |
| Gordon Bay Provincial Park                                        | 51           | 18. Sep. 1969  | Gordon Bay |
| Gowlland Tod Provincial Park                                      | 1.280        | 13. Juli 1993  | Gowlland Tod |
| Graham-Laurier Provincial Park                                    | 99.904       | 28. Juni 1999  | Graham-Laurier |
| Granby Provincial Park                                            | 40.845       | 13. Juli 1995  | Granby |
| Graystokes Provincial Park                                        | 11.958       | 17. Mai 2004   | Graystokes |
| Great Glacier Provincial Park                                     | 9.313        | 25. Jan. 2001  | Great Glacier |
| Green Lake Provincial Park                                        | 347          | 10. Juli 1975  | Green Lake |
| Greenstone Mountain Provincial Park                               | 124          | 23. Juli 1997  | Greenstone Mountain                                                                                                   |
| Grohman Narrows Provincial Park                                   | 10,23        | 21. Mai 1981   | Grohman Narrows |
| Gwillim Lake Provincial Park                                      | 32.326       | 10. Feb. 1971  | Gwillim Lake |
| Gwyneth Lake Provincial Park                                      | 132          | 19. Mai 2010   | Gwyneth Lake |
| Hai Lake-Mount Herman Provincial Park                             | 323          | 17. Mai 2004   | Hai Lake-Mount Herman                                                                                                 |
| Hamber Provincial Park                                            | 25.137       | 16. Sep. 1941  | Hamber |
| Harbour Dudgeon Lakes Provincial Park                             | 356          | 30. Apr. 1996  | Harbour Dudgeon Lakes                                                                                                 |
| Haynes Point Provincial Park                                      |              |                | umbenannt in sw̓iw̓s Provincial Park                                                                                    |
| Harry Lake Aspen Provincial Park                                  | 327          | 30. Apr. 1996  | Harry Lake Aspen |
| Heather-Dina Lakes Provincial Park                                | 5.786        | 11. Apr. 2001  | Heather-Dina Lakes |
| Height of the Rockies Provincial Park                             | 54.208       | 13. Juli 1995  | Height of the Rockies                                                                                                 |
| Helliwell Provincial Park                                         | 2.782        | 16. Sep. 1966  | Helliwell |
| Hemer Provincial Park                                             | 109          | 8. Mai 1981    | Hemer |
| Herald Provincial Park                                            | 79           | 11. Sep. 1975  | Herald |
| Hesquiat Lake Provincial Park                                     | 61           | 13. Juli 1995  | Hesquiat Lake |
| Hesquiat Peninsula Provincial Park                                | 7.898        | 13. Juli 1995  | Hesquiat Peninsula |
| High Lakes Basin Provincial Park                                  | 570          | 30. Apr. 1996  | High Lakes Basin |
| Hitchie Creek Provincial Park                                     | 226          | 13. Juli 1995  | Hitchie Creek |
| Hole-in-the-Wall Provincial Park                                  | 137          | 29. Juni 2000  | Hole in the Wall |
| Homathko Estuary Provincial Park                                  | 450          | 23. Juli 1997  | Homathko Estuary |
| Horne Lake Caves Provincial Park                                  | 123          | 10. Aug. 1989  | Horne Lake Caves |
| Horneline Creek Provincial Park                                   | 298          | 28. Juni 1999  | Horneline Creek |
| Horsefly Lake Provincial Park                                     | 186          | 15. Aug. 1974  | Horsefly Lake |
| Hyland River Provincial Park                                      | 34           | 20. März 1964  | Hyland River |
| Hwsalu-utsum Provincial Park                                      | 143          | 25. Nov. 2021  | Hwsalu-utsum |
| Indian Arm Provincial Park                                        |              |                | umbenannt in Say Nuth Khaw Yum Provincial Park                                                                        |
| Inkaneep Provincial Park                                          | 20,5         | 1956           | Inkaneep |
| Inland Lake Provincial Park                                       | 2.763        | 29. Juni 2000  | Inland Lake |
| Iskut River Hot Springs Provincial Park                           | 6            | 25. Jan. 2001  | Iskut River Hot Springs                                                                                               |
| Itcha Ilgachuz Provincial Park                                    | 109.063      | 13. Juli 1995  | Itcha Ilgachuz |
| Jackman Flats Provincial Park                                     | 615          | 29. Juni 2000  | Jackman Flats |
| Jackpine Remnant Provincial Park                                  | 145          | 30. März 2001  | Jackpine Remnant |
| James Chabot Provincial Park                                      | 14           | 1. März 1979   | James Chabot |
| Jewel Lake Provincial Park                                        | 49           | 29. Juni 2000  | Jewel Lake |
| Jimsmith Lake Provincial Park                                     | 13,7         | 16. März 1956  | Jimsmith Lake |
| Joffre Lakes Provincial Park                                      | 1.487        | 7. Jan. 1988   | Joffre Lakes |
| John Dean Provincial Park                                         |              |                | umbenannt in ȽÁU,WELṈEW̱/John Dean Provincial Park                                                                     |
| Johnstone Creek Provincial Park                                   | 38           | 16. März 1956  | Johnstone Creek |
| Juan de Fuca Provincial Park                                      | 1.528        | 4. Apr. 1996   | Juan de Fuca |
| Junction Sheep Range Provincial Park                              | 4.573        | 13. Juli 1995  | Junction Sheep Range                                                                                                  |
| Juniper Beach Provincial Park                                     | 248          | 15. Juni 1989  | Juniper Beach |
| Kakwa Park and Protected Area                                     | 890          | 14. März 1987  | Kakwa |
| Kalamalka Lake Provincial Park                                    | 978          | 11. Sep. 1975  | Kalamalka Lake |
| Kekuli Bay Provincial Park                                        | 57           | 8. März 1990   | Kekuli Bay |
| Kennedy Lake Provincial Park                                      | 241          | 13. Juli 1995  | Kennedy Lake |
| Kennedy River Bog Provincial Park                                 | 11           | 13. Juli 1995  | Kennedy River Bog |
| Kentucky Alleyne Provincial Park                                  | 190          | 5. März 1981   | Kentucky Alleyne |
| Keremeos Columns Provincial Park                                  | 20           | 31. Juli 1931  | Keremeos Columns |
| Kettle River Recreation Area                                      | 179          | 6. Juli 1972   | Kettle River |
| Khutzeymateen Provincial Park                                     | 45.052       | 15. Aug. 1994  | Khutzeymateen |
| Kianuko Provincial Park                                           | 11.637       | 13. Juli 1995  | Kianuko |
| Kickininee Provincial Park                                        | 48           | 8. März 1970   | Kickininee |
| Kikomun Creek Provincial Park                                     | 682          | 18. Mai 1972   | Kikomun Creek |
| Kilby Provincial Park                                             | 3            | 28. Aug. 1973  | Kilby |
| Kinaskan Lake Provincial Park                                     | 1.800        | 4. Dez. 1987   | Kinaskan Lake |
| Kin Beach Provincial Park                                         | 9            | 13. Okt. 1966  | Kin Beach |
| King George VI Provincial Park                                    | 162          | 3. Mai 1937    | King George VI |
| Kingfisher Creek Provincial Park                                  | 440          | 18. Apr. 2001  | Kingfisher Creek |
| Kiskatinaw Provincial Park                                        | 154          | 20. März 2006  | Kiskatinaw |
| Kitimat River Provincial Park                                     | 57           | 20. Mai 2004   | Kitimat River |
| Kitsumkalum Provincial Park                                       | 40           | 25. Nov. 1947  | Kitsumkalum |
| Kitty Coleman Beach Provincial Park                               | 10           | 14. Nov. 1944  | Kitty Coleman Beach                                                                                                   |
| Kitwanga Mountain Provincial Park                                 | 720          | 23. Juli 1997  | Kitwanga Mountain |
| Kleanza Creek Provincial Park                                     | 269          | 16. März 1956  | Kleanza Creek |
| Klin-se-za Provincial Park                                        | 2.689        | 29. März 2006  | Klin-se-za |
| Kluskoil Lake Provincial Park                                     | 15.548       | 13. Juli 1995  | Kluskoil Lake |
| Kokanee Creek Provincial Park                                     | 260          | 5. Apr. 1955   | Kokanee Creek |
| Kokanee Glacier Provincial Park                                   | 32.035       | 6. Feb. 1922   | Kokanee Glacier |
| Koksilah River Provincial Park                                    | 230          | 10. Sep. 1954  | Koksilah River |
| Kootenay Lake Provincial Park                                     | 343          | 4. Dez. 1987   | Kootenay Lake |
| Kotcho Lake Village Site Provincial Park                          | 34           | 28. Juni 1999  | Kotcho Lake Village Site                                                                                              |
| Kwadacha Wilderness Provincial Park                               | 130.279      | 18. Mai 1973   | Kwadacha Wilderness                                                                                                   |
| Lac La Hache Provincial Park                                      | 28           | 16. März 1956  | Lac La Hache |
| Lac Le Jeune Provincial Park                                      | 180          | 16. März 1956  | Lac Le Jeune |
| Lakelse Lake Provincial Park                                      | 362          | 16. März 1956  | Lakelse Lake |
| Lakelse Lake Wetlands Provincial Park                             | 1.214        | 17. Mai 2004   | Lakelse Lake Wetlands                                                                                                 |
| Lanz and Cox Islands Provincial Park                              | 5.556        | 13. Juli 1995  | Lanz and Cox Islands                                                                                                  |
| Lava Forks Provincial Park                                        | 7.463        | 25. Jan. 2001  | Lava Forks |
| Lawn Point Provincial Park                                        | 584          | 3. Apr. 1996   | Lawn Point |
| Liard River Corridor Provincial Park and Protected Area           | 83.159       | 28. Juni 1999  | Liard River Corridor                                                                                                  |
| Liard River Hot Springs Provincial Park                           | 1.082        | 26. Apr. 1957  | Liard River Hot Springs                                                                                               |
| Little Qualicum Falls Provincial Park                             | 440          | 20. Dez. 1940  | Little Qualicum Falls                                                                                                 |
| Lockhart Beach Provincial Park                                    | 3            | 13. Okt. 1933  | Lockhart Beach |
| Lockhart Creek Provincial Park                                    | 3.750        | 13. Juli 1995  | Lockhart Creek |
| Long Creek Provincial Park                                        | 254          | 14. März 2013  | Long Creek |
| Loveland Bay Provincial Park                                      | 30           | 21. Nov. 1966  | Loveland Bay |
| Lower Nimpkish Provincial Park                                    | 200          | 13. Juli 1995  | Lower Nimpkish |
| Lower Skeena River Provincial Park                                | 582          | 17. Mai 2004   | Lower Skeena River |
| Lower Tsitika River Provincial Park                               | 3.745        | 13. Juli 1995  | Lower Tsitika River                                                                                                   |
| ȽÁU,WELṈEW̱/John Dean Provincial Park                              | 173          | 9. Dez. 1921   | Dean Provincial Park                                                                                                  |
| Mabel Lake Provincial Park                                        | 187          | 21. Dez. 1972  | Mabel Lake |
| MacMillan Provincial Park                                         | 301          | 1947           | MacMillan |
| Main Lake Provincial Park                                         | 3.424        | 30. Apr. 1996  | Main Lake |
| Malaspina Provincial Park                                         | 572          | 29. Juni 2000  | Malaspina |
| Manning Provincial Park                                           | 70.844       | 17. Juni 1941  | E.C.Manning |
| Mansons Landing Provincial Park                                   | 100          | 21. März 1974  | Mansons Landing |
| Mara Provincial Park                                              | 13           | 6. Mai 1958    | Mara |
| Marble Canyon Provincial Park                                     | 2.544        | 23. März 1956  | Marble Canyon |
| Marble Range Provincial Park                                      | 19.236       | 13. Juli 1995  | Marble Range |
| Marble River Provincial Park                                      | 1.419        | 13. Juli 1995  | Marble River |
| Marl Creek Provincial Park                                        | 167          | 6. Juni 1961   | Marl Creek |
| Martha Creek Provincial Park                                      | 71           | 14. Juni 1993  | Martha Creek |
| Maxhamish Lake Provincial Park and Protected Area                 | 603          | 24. Aug. 1983  | Maxhamish Lake |
| McConnell Lake Provincial Park                                    | 102          | 4. Sep. 1987   | McConnell Lake |
| McDonald Creek Provincial Park                                    | 468          | 28. Apr. 1982  | McDonald Creek |
| Mehatl Creek Provincial Park                                      | 23.860       | 23. Juli 1997  | Mehatl Creek |
| Memory Island Provincial Park                                     | 1            | 23. Aug. 1945  | Memory Island |
| Meziadin Lake Provincial Park                                     | 335          | 4. Dez. 1987   | Meziadin Lake |
| Milligan Hills Provincial Park                                    | 7.226        | 28. Juni 1999  | Milligan Hills |
| Miracle Beach Provincial Park                                     | 137          | 1950           | Miracle Beach |
| Mitlenatch Island Nature Provincial Park                          | 155          | 14. Juli 1961  | Mitlenatch Island Nature                                                                                              |
| Moberly Lake Provincial Park                                      | 102          | 31. März 1966  | Moberly Lake |
| Momich Lakes Provincial Park                                      | 1.605        | 30. Apr. 1996  | Momich Lakes |
| Monashee Provincial Park                                          | 7.515        | 1. Mai 1962    | Monashee |
| Monck Provincial Park                                             | 118          | 28. Sep. 1951  | Monck |
| Monkman Provincial Park                                           | 62.867       | 30. Juli 1981  | Monkman |
| Monte Creek Provincial Park                                       | 3            | 30. Apr. 1996  | Monte Creek |
| Monte Lake Provincial Park                                        | 5            | 16. März 1956  | Monte Lake |
| Moose Valley Provincial Park                                      | 2.322        | 13. Juli 1995  | Moose Valley |
| Morden Colliery Historic Provincial Park                          | 4            | 11. Jan. 1972  | Morden Colliery |
| Morice Lake Provincial Park                                       | 52.430       | 23. Mai 2008   | Morice Lake |
| Morrissey Provincial Park                                         | 4,5          | 6. Aug. 1962   | Morrissey |
| Morton Lake Provincial Park                                       | 74           | 28. Nov. 1966  | Morton Lake |
| Mount Assiniboine Provincial Park                                 | 39.050       | 6. Feb. 1922   | Mount Assiniboine |
| Mount Blanchet Provincial Park                                    | 24.774       | 25. Jan. 2001  | Mount Blanchet |
| Mount Edziza Provincial Park                                      | 266.180      | 27. Feb. 1972  | Mount Edziza |
| Mount Elphinstone Provincial Park                                 | 141          | 29. Juni 2000  | Mount Elphinstone |
| Mount Erskine Provincial Park                                     | 107          | 3. Mai 2007    | Mount Erskine |
| Mount Fernie Provincial Park                                      | 141          | 4. Mai 1959    | Mount Fernie |
| Mount Geoffrey Escarpment Provincial Park                         | 187          | 17. Mai 2005   | Mount Geoffrey Escarpment                                                                                             |
| Mount Griffin Provincial Park                                     | 1.758        | 18. Apr. 2001  | Mount Griffin |
| Mount Maxwell Provincial Park                                     | 231          | 21. Okt. 1938  | Mount Maxwell |
| Mount Pope Provincial Park                                        | 2.030        | 25. Jan. 2001  | Mount Pope |
| Mount Richardson Provincial Park                                  | 1.001        | 28. Juni 1999  | Mount Richardson |
| Mount Robson Provincial Park                                      | 225.285      | 1. März 1913   | Mount Robson |
| Mount Savona Provincial Park                                      | 382          | 30. Apr. 1996  | Mount Savona |
| Mount Seymour Provincial Park                                     | 3.508        | 31. Jan. 1936  | Mount Seymour |
| Mount Terry Fox Provincial Park                                   | 1.930        | 23. Juni 1982  | Mount Terry Fox |
| Moyie Lake Provincial Park                                        | 90,5         | 7. Juli 1959   | Moyie Lake |
| Mquqwin / Brooks Peninsula Provincial Park                        | 39.944       | 10. Dez. 1986  | Mquqwin / Brooks Peninsula                                                                                            |
| Mud Lake Delta Provincial Park                                    | 435          | 30. Apr. 1996  | Mud Lake Delta |
| Mudzenchoot Provincial Park                                       | 644          | 25. Jan. 2001  | Mudzenchoot |
| Muncho Lake Provincial Park                                       | 88.420       | 31. Mai 1957   | Muncho Lake |
| Murrin Provincial Park                                            | 32           | 1. Mai 1962    | Murrin |
| Muscovite Lakes Provincial Park                                   | 5.708        | 11. Apr. 2001  | Muscovite Lakes |
| Myra-Bellevue Provincial Park                                     | 7.677        | 18. Apr. 2001  | Myra-Bellevue |
| Nadina Mountain Provincial Park                                   | 2.789        | 23. Mai 2008   | Nadina Mountain |
| Nahatlatch Provincial Park and Protected Area                     | 2.009        | 28. Juni 1999  | Nahatlatch |
| Naikoon (Agate Beach and Misty Meadows) Provincial Park           | 69.071       | 12. Mai 1988   | Naikoon |
| Nairn Falls Provincial Park                                       | 170          | 4. Apr. 1966   | Narin Falls |
| Nalbeelah Creek Wetlands Provincial Park                          | 171          | 17. Mai 2004   | Nalbeelah Creek Wetlands                                                                                              |
| Nancy Greene Provincial Park                                      | 202          | 25. Jan. 1972  | Nancy Greene |
| Nation Lakes Provincial Park                                      | 19.398       | 17. Mai 2004   | Nation Lakes |
| Nazko Lake Provincial Park                                        | 7.854        | 13. Juli 1995  | Nazko Lake |
| Nenikëkh / Nanika-Kidprice Provincial Park                        | 17.006       | 23. Mai 2008   | Nenikëkh/Nanika-Kidprice                                                                                              |
| Netalzul Meadows Provincial Park                                  | 292          | 28. Juni 1999  | Netalzul Meadows |
| Nickel Plate Provincial Park                                      | 105          | 14. Dez. 1938  | Nickel Plate |
| Nicolum River Provincial Park                                     | 18           | 16. März 1956  | Nicolum River |
| Nilkitkwa Lake Provincial Park                                    | 10,5         | 28. Juni 1999  | Nilkitkwa Lake |
| Nimpkish Lake Provincial Park                                     | 3.950        | 13. Juli 1995  | Nimpkish Lake |
| Ningunsaw Provincial Park                                         | 15.705       | 11. Apr. 2001  | Ningunsaw |
| Nisga’a Memorial Lava Bed Provincial Park                         |              |                | umbenannt in Anhluut’ukwsim Laxmihl Angwinga’asanskwhl Nisga’a Provincial Park                                        |
| Niskonlith Lake Provincial Park                                   | 275          | 4. Sep. 1975   | Niskonlith Lake |
| Nitinat River Provincial Park                                     | 160          | 30. Apr. 1996  | Nitinat River |
| Norbury Lake Provincial Park                                      | 97           | 15. Juli 1958  | Norbury Lake |
| North Thompson Islands Provincial Park                            | 78           | 30. Apr. 1996  | North Thompson Islands                                                                                                |
| North Thompson Oxbows East Provincial Park                        | 288          | 30. Apr. 1996  | North Thompson Oxbows East                                                                                            |
| North Thompson Oxbows Jensen Island Provincial Park               | 30           | 30. Apr. 1996  | North Thompson Oxbows Jensen Island                                                                                   |
| North Thompson Oxbows Manteau Provincial Park                     | 515          | 30. Apr. 1996  | North Thompson Oxbows Manteau                                                                                         |
| North Thompson River Provincial Park                              | 126          | 1967           | North Thompson River                                                                                                  |
| Northern Rocky Mountains Provincial Park                          | 665.709      | 28. Juni 1999  | Northern Rocky Mountains                                                                                              |
| Nuchatlitz Provincial Park                                        | 2.105        | 30. Apr. 1996  | Nuchatlitz |
| Nuntsi Provincial Park                                            | 20.570       | 13. Juli 1995  | Nuntsi |
| Okanagan Falls Provincial Park                                    |              |                | umbenannt in Sx̌ʷəx̌ʷnitkʷ Provincial Park                                                                              |
| Okanagan Lake Provincial Park                                     | 90           | 12. Mai 1988   | Okanagan Lake |
| Okanagan Mountain Provincial Park                                 | 11.038       | 24. Aug. 1973  | Okanagan Mountain |
| Okeover Arm Provincial Park                                       | 4            | 1979           | Okeover Arm |
| Old Man Lake Provincial Park                                      | 326          | 23. Mai 2008   | Old Man Lake |
| Omineca Park and Protected Area                                   | 132.296      | 11. Apr. 2001  | Omineca |
| One Island Lake Provincial Park                                   | 61           | 31. Aug. 1978  | One Island Lake |
| Oregon Jack Provincial Park                                       | 230          | 30. Apr. 1996  | Oregon Jack |
| Otter Lake Provincial Park                                        | 49           | 11. Juli 1963  | Otter Lake |
| Owyacumish River Provincial Park                                  | 805          | 17. Mai 2004   | Owyacumish River |
| Paarens Beach Provincial Park                                     | 50           | 10. Mai 1972   | Paarens Beach |
| Painted Bluffs Provincial Park                                    | 98           | 30. Apr. 1996  | Painted Bluffs |
| Patterson Lake Provincial Park                                    | 1.595        | 14. März 2013  | Patterson Lake |
| Paul Lake Provincial Park                                         | 727          | 11. Mai 1961   | Paul Lake |
| Peace Arch Provincial Park                                        | 9            | 7. Nov. 1939   | Peace Arch |
| Peace River Corridor Provincial Park                              | 2.014        | 29. Juni 2000  | Peace River Corridor                                                                                                  |
| Pennask Creek Provincial Par                                      | 1.243        | 18. Apr. 2001  | Pennask Creek |
| Pennask Lake Provincial Park                                      | 244          | 2. Mai 1974    | Pennask Lake |
| Petroglyph Provincial Park                                        | 1,8          | 24. Aug. 1948  | Petroglyph |
| Pillar Provincial Park                                            | 2,3          | 17. Mai 2004   | Pillar |
| Pilot Bay Provincial Park                                         | 347          | 21. Juli 1964  | Pilot Bay |
| Pinecone Burke Provincial Park                                    | 38.000       | 13. Juli 1995  | Pinecone Burke |
| Pine Le Moray Provincial Park                                     | 43.245       | 29. Mai 2000   | Pine Le Moray |
| Pine River Breaks Provincial Park                                 | 615          | 29. Juni 2000  | Pine River Breaks |
| Pink Mountain Provincial Park                                     | 92           | 28. Juni 1999  | Pink Mountain |
| Pinnacles Provincial Park                                         | 128          | 18. Sep. 1969  | Pinnacles |
| Porcupine Meadows Provincial Park                                 | 2.704        | 30. Apr. 1996  | Porcupine |
| Porpoise Bay Provincial Park                                      | 61           | 29. Jan. 1971  | Porpoise Bay |
| Porteau Cove Provincial Park                                      | 50           | 24. Juli 1981  | Porteau Cove |
| Premier Lake Provincial Park                                      | 837          | 30. Juli 1940  | Premier Lake |
| Pritchard Provincial Park                                         | 43           | 23. Juli 1997  | Pritchard |
| Prophet River Hot Springs Provincial Park                         | 185          | 28. Juni 1999  | Prophet River Hot Springs                                                                                             |
| Prophet River Wayside Provincial Park                             | 113          | 7. Jan. 1977   | Prophet River Wayside                                                                                                 |
| Prudhomme Lake Provincial Park                                    | 7            | 1. Juni 1964   | Prudhomme Lake |
| Punti Island Provincial Park                                      | 12           | 14. März 2013  | Punti Island |
| Purcell Wilderness Conservancy Provincial Park and Protected Area | 198.116      | 4. Dez. 1974   | Purcell Wilderness |
| Ptarmigan Creek Park and Protected Area                           | 3.329        | 29. Juni 2000  | Ptarmigan Creek |
| Pukeashun Provincial Park                                         | 1.779        | 18. Apr. 2001  | Pukeashun |
| Puntchesakut Lake Provincial Park                                 | 38           | 26. Juli 1980  | Puntchesakut Lake |
| Purden Lake Provincial Park                                       | 2.521        | 12. Aug. 1971  | Purden Lake |
| Pure Lake Provincial Park                                         | 142          | 5. Nov. 1981   | Pure Lake |
| Pyramid Creek Falls Provincial Park                               | 12           | 30. Apr. 1996  | Pyramid Creek |
| Quatsino Provincial Park                                          | 654          | 13. Juli 1995  | Quatsin |
| Quesnel Lake Provincial Park                                      | 872          | 14. März 2013  | Quesnel Lake |
| Raft Cove Provincial Park                                         | 787          | 8. März 1990   | Raft Cove |
| Rainbow/Q’iwentem Provincial Park                                 | 385          | 14. März 2013  | Rainbow/Q’iwentem |
| Rainbow Alley Provincial Park                                     | 110          | 28. Juni 1999  | Rainbow Alley |
| Rathtrevor Beach Provincial Park                                  | 347          | 20. Apr. 1967  | Rathtrevor Beach |
| Read Island Provincial Park                                       | 637          | 30. Apr. 1996  | Read Island |
| Rearguard Falls Provincial Park                                   | 48           | 22. Aug. 1991  | Rearguard Falls |
| Red Bluff Provincial Park                                         | 148          | 24. Aug. 1978  | Red Bluff |
| Redbrush Provincial Park                                          | 1.165        | 14. März 2013  | Redbrush |
| Redfern-Keily Provincial Park                                     | 80.712       | 28. Juni 1999  | Redfern-Keily |
| Rendezvous Island South Provincial Park                           | 164          | 23. Juli 1997  | Rendezvous Island South                                                                                               |
| Roberts Creek Provincial Park                                     | 40           | 21. Nov. 1974  | Roberts Creek |
| Roche Lake Provincial Park                                        | 2.041        | 30. Apr. 1996  | Roche Lake |
| Roderick Haig-Brown Provincial Park                               |              |                | umbenannt in Tsútswecw Provincial Park                                                                                |
| Rolley Lake Provincial Park                                       | 115          | 3. Feb. 1961   | Rolley Lake |
| Roscoe Bay Provincial Park                                        | 242          | 10. Aug. 1989  | Roscoe Bay |
| Rosebery Provincial Park                                          | 32           | 1959           | Rosebery |
| Rosewall Creek Provincial Park                                    | 54           | 14. Mai 1956   | Rosewall |
| Ross Lake Provincial Park                                         | 307          | 1974           | Ross Lake |
| Rubyrock Lake Provincial Park                                     | 41.221       | 25. Jan. 2001  | Rubyrock Lake |
| Ruckle Provincial Park                                            | 529          | 18. Juni 1974  | Ruckle |
| Ruth Lake Provincial Park                                         | 30           | 21. Aug. 1959  | Ruth Lake |
| Ryan Provincial Park                                              | 58           | 3. Sep. 1959   | Ryan |
| Saltery Bay Provincial Park                                       | 69           | 4. Dez. 1962   | Saltery Bay |
| Sandwell Provincial Park                                          | 12           | 16. Juni 1988  | Sandwell |
| Santa Gertrudis – Boca del Infierno Provincial Park               | 440          | 30. Apr. 1996  | Santa Gertrudis |
| Sargeant Bay Provincial Park                                      | 146          | 23. März 1990  | Sargeant Bay |
| Sasquatch Provincial Park                                         | 1.217        | 2. Mai 1968    | Sasquatch |
| Say Nuth Khaw Yum Provincial Park                                 | 6.689        | 13. Juli 1995  | Say Nuth Khaw Yum |
| Scatter River Old Growth Provincial Park                          | 1.140        | 28. Juni 1999  | Scatter River Old Growth                                                                                              |
| Schoen Lake Provincial Park                                       | 8.775        | 28. Okt. 1977  | Schoen Lake |
| Schoolhouse Lake Provincial Park                                  | 4.535        | 13. Juli 1995  | Schoolhouse Lake |
| Seeley Lake Provincial Park                                       | 24           | 1956           | Seeley Lake |
| Seton Portage Historic Provincial Park                            | 1            | 11. Apr. 1972  | Seton Portage |
| Seven Sisters Provincial Park and Protected Area                  | 27.200       | 29. Juni 2000  | Seven Sisters |
| Shannon Falls Provincial Park                                     | 87           | 29. Aug. 1984  | Shannon Falls |
| Shuswap Lake Provincial Park                                      | 149          | 14. Nov. 1956  | Shuswap Lake |
| Shuswap River Islands Provincial Park                             | 185          | 17. Mai 2004   | Shuswap River Island                                                                                                  |
| Sikanni Chief Falls Provincial Park                               | 4.641        | 29. März 2006  | Sikanni Chief Falls                                                                                                   |
| Sikanni Old Growth Provincial Park                                | 1.439        | 28. Juni 1999  | Sikanni Old Growth |
| Silver Beach Provincial Park                                      | 129          | 18. Sep. 1969  | Silver Beach |
| Silver Lake Provincial Park                                       | 77           | 14. Feb. 1964  | Silver Lake |
| Silver Star Provincial Park                                       | 5.573        | 17. Mai 1940   | Silver Star |
| Simson Provincial Park                                            | 461          | 19. März 1986  | Simson |
| Sir Alexander Mackenzie Provincial Park                           | 5            | 10. Feb. 1926  | Sir Alexander Mackenzie                                                                                               |
| Skagit Valley Provincial Park                                     | 27.948       | 6. Dez. 1973   | Skagit Valley |
| Skaha Bluffs Provincial Park                                      | 489          | 20. Okt. 2009  | Skaha Bluffs |
| Skihist Provincial Park                                           | 33           | 16. März 1956  | Skihist |
| Skookumchuck Narrows Provincial Park                              | 123          | 25. Aug. 1957  | Skookumchuck Narrows                                                                                                  |
| Skookumchuck Rapids Provincial Park                               | 71           | 17. Mai 2004   | Skookumchuck Rapids                                                                                                   |
| Sleeping Beauty Mountain Provincial Park                          | 298          | 17. Mai 2004   | Sleeping Beauty Mountain                                                                                              |
| Slim Creek Provincial Park                                        | 506          | 29. Juni 2000  | Slim Creek |
| Small River Caves Provincial Park                                 | 1.818        | 29. Juni 2000  | Small River Caves |
| Smelt Bay Provincial Park                                         | 20           | 1. Feb. 1973   | Smelt Bay |
| Smith River Falls – Fort Halkett Provincial Park                  | 254          | 11. Apr. 2001  | Smith River Falls |
| Sooke Mountain Provincial Park                                    | 450          | 25. Juni 1928  | Sooke Mountain |
| Sooke Potholes Provincial Park                                    | 7            | 8. Aug. 1972   | Sooke Potholes |
| South Chilcotin Mountains Provincial Park                         | 56.796       | 19. Mai 2010   | South Chilcotin Mountains                                                                                             |
| South Texada Island Provincial Park                               | 900          | 23. Juli 1997  | South Texada Island                                                                                                   |
| Sowchea Bay Provincial Park                                       | 13           | 10. Aug. 1989  | Sowchea Bay |
| Spatsizi Headwaters Provincial Park                               | 427          | 25. Jan. 2001  | Spatsizi Headwaters                                                                                                   |
| Spatsizi Plateau Wilderness Provincial Park                       | 698 659      | 1975           | Spatsizi Plateau Wilderness                                                                                           |
| Spectacle Lake Provincial Park                                    | 67           | 13. Nov. 1963  | Spectacle Lake |
| Spider Lake Provincial Park                                       | 65           | 18. Juni 1981  | Spider Lake |
| Spipiyus Provincial Park                                          | 2.979        | 28. Juni 1999  | Spipiyus |
| Sproat Lake Provincial Park                                       | 43           | 6. Juni 1966   | Sproat Lake |
| Squitty Bay Provincial Park                                       | 52           | 16. Juni 1988  | Squitty Bay |
| St. Mary’s Alpine Provincial Park                                 | 9.146        | 18. Mai 1973   | St. Mary’s Alpine |
| Stagleap Provincial Park                                          | 1.133        | 17. Aug. 1964  | Stagleap |
| Stamp River Provincial Park                                       | 327          | 23. Juli 1997  | Stamp River |
| Stawamus Chief Provincial Park                                    | 517          | 23. Juli 1997  | Stawamus Chief |
| Steelhead Provincial Park                                         | 38           | 15. Juli 1993  | Steelhead |
| Stein Valley Nlaka'pamux Heritage Provincial Park                 | 107.191      | 22. Nov. 1995  | Stein Valley Nlaka'pamux                                                                                              |
| Stemwinder Provincial Park                                        | 3,6          | 6. März 1956   | Stemwinder |
| Stikine River Provincial Park                                     | 257.177      | 14. März 1987  | Stikine River |
| Stone Mountain Provincial Park                                    | 25.690       | 26. Juni 1957  | Stone Mountain |
| Strathcona Provincial Park                                        | 245.849      | 1. März 1911   | Strathcona |
| Strathcona Mountain Provincial Park                               | 27.390       | 1995           | Strathcona Mountain (Strathcona Megin/Talbot)                                                                         |
| Strathcona-Westmin Provincial Park                                | 3.327        | 12. Juni 1989  | Strathcona-Westmin |
| Stuart River Provincial Park                                      | 20.948       | 28. Juni 1999  | Stuart River |
| Sue Channel Provincial Park                                       | 209          | 17. Mai 2004   | Sue Channel |
| Sugarbowl-Grizzly Den Park and Protected Area                     | 22.529       | 29. Juni 2000  | Sugarbowl–Grizzly Den                                                                                                 |
| Sukunka Falls Provincial Park                                     | 360          | 30. Juli 1981  | Sukunka Falls |
| Sulphur Passage Provincial Park                                   | 2.298        | 13. Juli 1995  | Sulphur Passage |
| Summit Lake Provincial Park                                       | 6            | 4. Feb. 1964   | Summit Lake |
| Sun-Oka Beach Provincial Park                                     | 30           | 7. Juli 1969   | Sun-Oka Beach |
| Surge Narrows Provincial Park                                     | 515          | 30. Apr. 1996  | Surge Narrows |
| Sustut Park and Protected Area                                    | 75.037       | 25. Jan. 2001  | Sustut |
| Sutherland River Park and Protected Area                          | 13.559       | 11. Apr. 2001  | Sutherland River |
| Swan Lake Provincial Park                                         | 82           | 11. Feb. 1972  | Swan Lake |
| Swan Lake Kispiox River Provincial Park                           | 62.255       | 30. Apr. 1996  | Swan Lake Kispiox River                                                                                               |
| sw̓iw̓s Provincial Park                                             | 38           | 25. Jan. 1939  | sw̓iw̓s |
| Sx̌ʷəx̌ʷnitkʷ Provincial Park                                       | 2,2          | 16. März 1956  | Sx̌ʷəx̌ʷnitkʷ |
| Sx̱ótsaqel/Chilliwack Lake Provincial Park                         | 9.258        | 24. Juli 1973  | Sx̱ótsaqel/Chilliwack Lake                                                                                             |
| Sydney Inlet Provincial Park                                      | 2.774        | 13. Juli 1995  | Sydney Inlet |
| Syringa Provincial Park                                           | 4.416        | 19. Nov. 1968  | Syringa |
| Tā Ch’ilā Provincial Park                                         | 4.597        | 30. Nov. 1965  | Tā Ch’ilā (Boya Lake)                                                                                                 |
| Tahsish-Kwois Provincial Park                                     | 10.987       | 13. Juli 1995  | Tahsish-Kwois |
| Tantalus Provincial Park                                          | 11.351       | 9. Dez. 1998   | Tantalus |
| Tarahne Provincial Park                                           | 3            | 2. Mai 1974    | Tarahne |
| Tatlatui Provincial Park                                          | 105.829      | 18. Mai 1973   | Tatlatui |
| Tatshenshini-Alsek Provincial Park                                | 958.000      | 15. Okt. 1993  | Tatshenshini-Alsek |
| Taweel Provincial Park                                            | 4.393        | 30. Apr. 1996  | Taweel |
| Taylor Arm Provincial Park                                        | 71           | 1. März 1978   | Taylor Arm |
| Taylor Landing Provincial Park                                    | 2,4          | 2. Aug. 1978   | Taylor Landing |
| Teakerne Arm Provincial Park                                      | 128          | 10. Aug. 1989  | Teakerne Arm |
| Ten Mile Lake Provincial Park                                     | 343          | 5. Jan. 1967   | Ten Mile Lake |
| Tetrahedron Provincial Park                                       | 6.000        | 13. Juli 1995  | Tetrahedron |
| Three Sisters Lake Provincial Park                                | 968          | 29. Juni 2000  | Three Sisters Lake |
| Thunder Hill Provincial Park                                      | 44           | 5. Feb. 1960   | Thunder Hill |
| Titetown Provincial Park                                          | 1.070        | 14. März 2013  | Titetown |
| Toad River Hot Springs Provincial Park                            | 423          | 28. Juni 1999  | Toad River Hot Springs                                                                                                |
| Todagin South Slope Provincial Park                               | 3.557        | 11. Apr. 2001  | Todagin South Slope                                                                                                   |
| Top of the World Provincial Park                                  | 8.790        | 29. Juni 2000  | Top of the World |
| Topley Landin Provincial Park                                     | 12           | 17. Apr. 1964  | Topley Landin |
| Tranquil Creek Provincial Park                                    | 298          | 13. Juli 1995  | Tranquil Creek |
| Trembleur Lake Provincial Park                                    | 57           | 25. Jan. 2001  | Trembleur Lake |
| Trepanier Provincial Park                                         | 2.884        | 18. Apr. 2001  | Trepanier |
| Tribune Bay Provincial Park                                       | 95           | 2. Nov. 1978   | Tribune Bay |
| Ts’ilʔos Provincial Park                                          | 233.240      | 12. Jan. 1994  | Ts’ilʔos |
| Tsintsunko Lakes Provincial Park                                  | 353          | 30. Apr. 1996  | Tsintsunko Lakes |
| Tsútswecw Provincial Park                                         | 1.076        | 20. Jan. 1977  | Tsútswecw |
| Tudyah Lake Provincial Park                                       | 56           | 7. Aug. 1981   | Tudyah Lake |
| Tunkwa Provincial Park                                            | 5.138        | 30. Apr. 1996  | Tunkwa |
| Tuya Mountains Provincial Park                                    | 18.001       | 11. Apr. 2001  | Tuya Mountains |
| Tweedsmuir Provincial Park                                        | 989.714      | 21. Mai 1938   | Tweedsmuir |
| Tyhee Lake Provincial Park                                        | 39           | 11. Apr. 1955  | Tyhee Lake |
| Uncha Mountain Red Hills Provincial Park                          | 9.421        | 25. Jan. 2001  | Uncha Mountain Red Hills                                                                                              |
| Upper Adams River Provincial Park                                 | 5.868        | 30. Apr. 1996  | Upper Adams River |
| Upper Lillooet Provincial Park                                    | 19.996       | 23. Juli 1997  | Upper Lillooet |
| Upper Seymour River Provincial Park                               | 10.672       | 18. Apr. 2001  | Upper Seymour River                                                                                                   |
| Upper Violet Creek Provincial Park                                | 124          | 17. Mai 2004   | Upper Violet Creek |
| Valhalla Provincial Park                                          | 50.060       | 3. März 1983   | Valhalla |
| Vargas Island Provincial Park                                     | 5.805        | 13. Juli 1995  | Vargas Island |
| Vaseux Lake Provincial Park                                       | 11,5         | 16. März 1956  | Vaseux Lake |
| Victor Lake Provincial Park                                       | 14,7         | 14. Feb. 1961  | Victor Lake |
| Wakes Cove Provincial Park                                        | 205          | 17. Mai 2004   | Wakes Cove |
| Walhachin Oxbows Provincial Park                                  | 37           | 23. Juli 1997  | Walhachin Oxbows |
| Walloper Lake Provincial Park                                     | 55           | 4. Sep. 1987   | Walloper Lake |
| Walsh Cove Provincial Park                                        | 85           | 10. Aug. 1989  | Walsh Cove |
| Wap Creek Provincial Park                                         | 328          | 23. Mai 2008   | Wap Creek |
| Wapiti Lake Provincial Park                                       | 16.809       | 29. Juni 2000  | Wapiti Lake |
| Wardner Provincial Park                                           | 4            | 5. Mai 1977    | Wardner |
| Wasa Lake Provincial Park                                         | 154          | 4. Okt. 1954   | Wasa Lake |
| Weewanie Hot Springs Provincial Park                              | 35           | 17. Mai 2004   | Weewanie Hot Springs                                                                                                  |
| Wells Gray Provincial Park                                        | 540.000      | 28. Nov. 1939  | Wells Gray |
| West Arm Provincial Park                                          | 25.318       | 13. Juli 1995  | West Arm |
| West Lake Provincial Park                                         | 256          | 30. Jan. 1981  | West Lake |
| West Shawnigan Lake Provincial Park                               | 9            | 22. Feb. 1979  | West Shawnigan Lake                                                                                                   |
| West Twin Park and Protected Area                                 | 22.317       | 29. Juni 2000  | West Twin |
| Weymer Creek Provincial Park                                      | 316          | 30. Apr. 1996  | Weymer Creek |
| Whiskers Point Provincial Park                                    | 116          | 16. März 1956  | Whiskers Point |
| White Lake Provincial Park                                        | 266          | 9. Feb. 1965   | White Lake |
| White Lake Grasslands Protected Area                              | 3.741        | 18. Apr. 2001  | White Lake Grasslands                                                                                                 |
| White Pelican Provincial Park                                     | 2.762        | 8. Apr. 1971   | White Pelican |
| White Ridge Provincial Park                                       | 1.343        | 13. Juli 1995  | White Ridge |
| White River Provincial Park                                       | 72           | 30. Apr. 1996  | White River |
| Whiteswan Lake Provincial Park                                    | 1.994        | 2. Aug. 1978   | Whiteswan Lake |
| Windermere Lake Provincial Park                                   | 220          | 28. Juni 1999  | Windermere Lake |
| Wire Cache Provincial Park                                        | 57           | 30. Apr. 1996  | Wire Cache |
| Wistaria Provincial Park                                          | 40           | 22. Okt. 1981  | Wistaria |
| Woss Lake Provincial Park                                         | 6.634        | 13. Juli 1995  | Woss Lake |
| Wrinkly Face Provincial Park                                      | 43           | 17. Mai 2004   | Wrinkly Face |
| Yahk Provincial Park                                              | 11           | 16. März 1956  | Yahk |
| Yalakom Provincial Park                                           | 8.941        | 19. Mai 2010   | Yalakom |
| Yard Creek Provincial Park                                        | 175          | 16. März 1956  | Yard Creek |

Gelegentlich weicht die in der Spalte Fläche in ha angegebene Größe des Parks von der Angabe auf der Website des Parks ab. In diesem Fall wird sich auf die angegebene Größe des Parks bei GeoBC bezogen, da hier die gesetzliche Grundlage für die Errichtung des Parks und seine Größe genannt wird.

## Marine Provincial Parks
| Name                                                    | Landfläche in ha | Wasserfläche in ha | Gesamtfläche in ha | Gründungsdatum | Internetseite                             |
| ------------------------------------------------------- | ---------------- | ------------------ | ------------------ | -------------- | ----------------------------------------- |
| Adams Lake Marine Provincial Park (Poplar Point Site)   |                  |                    | 32                 | 30. Apr. 1996  | BC Parks                                  |
| Adams Lake Marine Provincial Park (Refuge Bay Site)     | 13               | 30                 | 43                 | 21. Nov. 2004  | BC Parks                                  |
| Adams Lake Marine Provincial Park (Spillman Beach Site) |                  |                    | 139                | 30. Apr. 1996  | BC Parks                                  |
| Allison Harbour Marine Provincial Park                  | 43               | 89                 | 132                | 23. Mai 2008   | BC Parks                                  |
| Babine Lake Marine Provincial Park (Pendleton Bay)      | 37               | 453                | 490                | 21. Mai 1993   | BC Parks                                  |
| Babine Lake Marine Provincial Park (Smithers Landing)   | 2                |                    | 2                  | 21. Mai 1993   | BC Parks                                  |
| Big Bunsby Marine Provincial Park                       | 267              | 352                | 619                | 30. Apr. 1996  | BC Parks                                  |
| Bligh Island Marine Provincial Park                     | 1.584            | 2.871,6            | 4.456              | 13. Juli 1995  | Bligh Island Marine                       |
| Broughton Archipelago Marine Provincial Park            | 2.061            | 9.690              | 11.751             | 16. Sep. 1992  | Broughton Archipelago Marine              |
| Catala Island Marine Provincial Park                    | 259              | 696                | 955                | 13. Juli 1995  | BC Parks                                  |
| Codville Lagoon Marine Provincial Park                  | 520              | 347                | 867                | 16. Sep. 1992  | BC Parks                                  |
| Copeland Islands Marine Provincial Park                 | 145              | 278                | 423                | 29. Juli 1971  | BC Parks                                  |
| Cormorant Channel Marine Provincial Park                | 245              | 530                | 775                | 16. Sep. 1992  | Cormorant Channel Marine                  |
| Desolation Sound Marine Provincial Park                 |                  |                    | 8.449              | 18. Mai 1973   | Desolation Sound Marine                   |
| Discovery Island Marine Provincial Park                 |                  |                    | 67                 | 27. Juli 1972  | Discovery Island Marine                   |
| Dixie Cove Marine Provincial Park                       | 113              | 51                 | 164                | 30. Apr. 1996  | BC Parks                                  |
| Echo Bay Marine Provincial Park                         | 0.5              | 1                  | 2                  | 26. Jan. 1971  | Echo Bay Marine                           |
| Flores Island Marine Provincial Park                    | 4.144            | 2.969              | 7.113              | 13. Juli 1995  | Flores Island Marine                      |
| Garden Bay Marine Provincial Park                       | 158              | 5                  | 163                | 29. Mai 1969   | BC Parks                                  |
| Gibson Marine Provincial Park                           | 143              | 0                  | 143                | 30. Nov. 1967  | Gibson Marine                             |
| God’s Pocket Marine Provincial Park                     | 550              | 1.486              | 2.036              | 13. Juli 1995  | God’s Pocket Marine                       |
| Green Inlet Marine Provincial Park                      | 15               | 18                 | 33                 | 16. Sep. 1992  | BC Parks                                  |
| Halkett Bay Marine Provincial Park                      | 290              | 19                 | 309                | 16. Juni 1988  | Halkett Bay Marine                        |
| Hardy Island Marine Provincial Park                     |                  |                    | 14                 | 11. März 1992  | BC Parks                                  |
| Harmony Islands Marine Provincial Park                  | 7                | 36                 | 43                 | 16. Sep. 1992  | BC Parks                                  |
| Háthayim Marine Provincial Park                         |                  |                    | 1.277              | 2. Dez. 1993   | BC Parks                                  |
| Jackson Narrows Marine Provincial Park                  | 38               | 29                 | 67                 | 29. Juni 2000  | Jackson Narrows Marine                    |
| Jedediah Island Marine Provincial Park                  | 293              | 310                | 603                | 13. Juli 1995  | Jedediah Island Marine                    |
| Kitson Island Marine Provincial Park                    | 20               | 24,7               | 44,7               | 14. Juni 1993  | BC Parks                                  |
| Klewnuggit Inlet Marine Provincial Park                 | 1.508            | 292                | 1.800              | 14. Juni 1993  | BC Parks                                  |
| Little Andrews Bay Marine Provincial Park               | 45               | 57                 | 102                | 28. Juni 1999  | BC Parks                                  |
| Lowe Inlet Marine Provincial Park                       | 555              | 210                | 765                | 29. Juni 2000  | BC Parks                                  |
| Maquinna Marine Provincial Park                         | 1.269            | 1.398              | 2.667              | 7. Jan. 1955   | Maquinna Marine                           |
| Montague Harbour Marine Provincial Park                 | 70               | 32                 | 102                | 6. März 1959   | Montague Harbour Marine                   |
| Octopus Islands Marine Provincial Park                  | 320              | 441                | 761                | 26. März 1974  | BC Parks                                  |
| Oliver Cove Marine Provincial Park                      | 37               | 25                 | 62                 | 16. Sep. 1992  | BC Parks                                  |
| Penrose Island Marine Provincial Park                   | 934              | 1.079              | 2.013              | 16. Sep. 1992  | BC Parks                                  |
| Pirates Cove Marine Provincial Park                     | 26               | 6                  | 32                 | 8. März 1968   | BC Parks                                  |
| Plumper Cove Marine Provincial Park                     | 33               | 33                 | 66                 | 22. Feb. 1960  | Plumper Cove Marine                       |
| Princess Louisa Marine Provincial Park                  | 936              | 27                 | 964                | 24. Juni 1965  | Princess Louisa Marine                    |
| Rebecca Spit Marine Provincial Park                     | 22               | 155                | 177                | 7. Juli 1959   | BC Parks                                  |
| Rock Bay Marine Provincial Park                         | 2                | 523                | 525                | 13. Juli 1995  | BC Parks                                  |
| Rugged Point Marine Provincial Park                     | 162              | 187                | 349                | 10. Aug. 1989  | BC Parks                                  |
| Sabine Channel Marine Provincial Park                   |                  |                    | 2.254              | 11. Apr. 2001  | BC Parks                                  |
| Sandy Island Marine Provincial Park                     |                  |                    | 18                 | 7. Juni 1966   | BC Parks                                  |
| Saysutshun (Newcastle Island Marine) Provincial Park    | 334              | 29                 | 363                | 17. Okt. 1961  | Saysutshun (Newcastle Island Marine) Park |
| Sechelt Inlets Marine Provincial Park                   | 77,3             | 62,7               | 140                | 10. Juli 1980  | BC Parks                                  |
| Shuswap Lake Marine Provincial Park                     | 600              | 294                | 894                | 9. Mai 1980    | Shuswap Lake Marine                       |
| Small Inlet Marine Provincial Park                      | 542              | 168                | 710                | 30. Apr. 1996  | BC Parks                                  |
| Smuggler Cove Marine Provincial Park                    | 168              | 17                 | 185                | 26. Juli 1971  | BC Parks                                  |
| Stuart Lake Marine Provincial Park                      | 122              | 105                | 227                | 11. Apr. 2001  | BC Parks                                  |
| Takla Lake Marine Provincial Park                       | 313              | 237                | 550                | 14. Juni 1993  | BC Parks                                  |
| Thurston Bay Marine Provincial Park                     | 320              | 211                | 531                | 23. Apr. 1970  | BC Parks                                  |
| Union Passage Marine Provincial Park                    | 978              | 395                | 1.373              | 14. Juni 1993  | BC Parks                                  |
| Wallace Island Marine Provincial Park                   | 85               | 4                  | 89                 | 9. Nov. 1990   | BC Parks                                  |
| Whaleboat Island Marine Provincial Park                 | 4                | 7                  | 11                 | 5. Nov. 1981   | Whaleboat Island                          |

Gelegentlich weicht die angegebene Größe des Parks von der Angabe auf der Website des Parks ab. In diesem Fall wird sich auf die angegebene Größe des Parks bei GeoBC bezogen, da hier die gesetzliche Grundlage für die Errichtung des Parks und seine Größe genannt wird.
Die Größenangabe zur Wasserfläche beinhaltet auch die Gezeitenzone.

## Memorial Provincial Parks
| Name                                     | Fläche in ha | Gründungsdatum | Internetseite            |
| ---------------------------------------- | ------------ | -------------- | ------------------------ |
| Ethel F. Wilson Memorial Provincial Park | 33           | 2. Mai 1953    | Ethel F. Wilson Memorial |
| Roberts Memorial Provincial Park         | 14           | 22. Mai 1980   | Roberts Memorial         |

Der ehemalige Christie Memorial Park wurde 2013 aufgelöst und das Gebiet in die Zuständigkeit des Districts überführt.